# 허만기
허만기(許萬基, 1929년 4월 4일~2021년 7월 21일)는 대한민국의 정치인이다. 제13대 국회의원을 지냈다.

## 주요 경력
- 서울신문 기획위원
- 경향신문 편집심의위원
- 한국지역사회개발연구원 이사장
- 연당 허구 ․ 우석 허만기 부자서예전 - 롯데호텔
- 제3대 경남도의회 의원
- 13대 국회의원
- 국회5공비리조사 특별위원회위원
- 평화민주당 경남도당 위원장
- 평화민주당 총재특별보좌역
- 평화민주당 당기위원장
- 동남아세아 예술대전 상임고문
- 한, 중 , 일 서예대전 고문
- S-oil 특별고문
- 선고추모서예전 - 백상기념관
- 조선대학교 석좌교수
- 사단법인 한국경제과학연구원 이사장
- 청평아카데미 이사장
- 한국서예포럼 상임고문
- 대한민국서예문인화원로총연합회(大韓民國書藝文人畵元老總聯合會) 고문
- 성균관 유도회 총재
- 도덕성 회복 국민연합 대표
- 성균관 명예관장
- 대한민국헌정회 원로위원

## 학력
- 부산상업고등학교 졸업
- 연세대학교 경영학과 학사
- 연세대 경영대학원 경영학 석사
- 서울대 행정대학원 행정학 석사

### 비학위 수료
- 하버드대학원 SEP과정(최고정책결정자 과정)수료

## 역대 선거 결과
|  | 19.40% |

|  | 19.3% |